# Beniamin (Miżinski)
Beniamin, imię świeckie Myrosław Nykyforowicz Miżinski (ur. 16 marca 1966 w Kuliwcach) – ukraiński biskup prawosławny.

## Życiorys
3 listopada 1988 został postrzyżony na mnicha przez biskupa czerniowieckiego i bukowińskiego Antoniego, w soborze św. Mikołaja w Czerniowcach. Przyjął wówczas imię zakonne Beniamin na cześć świętego mnicha Beniamina Pieczerskiego. 19 grudnia tego samego roku biskup Antoni wyświęcił go na hierodiakona, zaś 25 grudnia – na hieromnicha. Przez kolejny miesiąc służył w parafiach w Szepicie i w Selatynie, następnie został proboszczem parafii Zaśnięcia Matki Bożej w Kuliwcach, a od 1997 – przełożonym monasteru utworzonego przy parafialnej dotąd cerkwi. Od 1992 posiadał godność ihumena, zaś od 1997 – archimandryty. 
W 1995 ukończył w trybie zaocznym seminarium duchowne w Kijowie, zaś w 2010 – studia w Prawosławnym Instytucie Teologicznym w Czerniowcach. W 2013 uzyskał w nim doktorat w dziedzinie teologii. 
18 października 2016 Święty Synod Ukraińskiego Kościoła Prawosławnego Patriarchatu Moskiewskiego nominował go na biskupa chocimskiego, wikariusza eparchii czerniowiecko-bukowińskiej. Jego chirotonia biskupia odbyła się 13 listopada tego samego roku w cerkwi refektarzowej Świętych Antoniego i Teodozjusza Pieczerskich w kompleksie kijowskiej ławry Peczerskiej pod przewodnictwem metropolity kijowskiego i całej Ukrainy Onufrego. Natomiast 17 sierpnia 2022 r. została mu nadana godność arcybiskupa.